# Pszczyna
Pszczyna é um município da Polônia, na voivodia da Silésia e no condado de Pszczyna. Estende-se por uma área de 22,49 km², com 25 980 habitantes, segundo os censos de 2016, com uma densidade de 1153,2 hab/km².